# Tractat de Fort Jackson

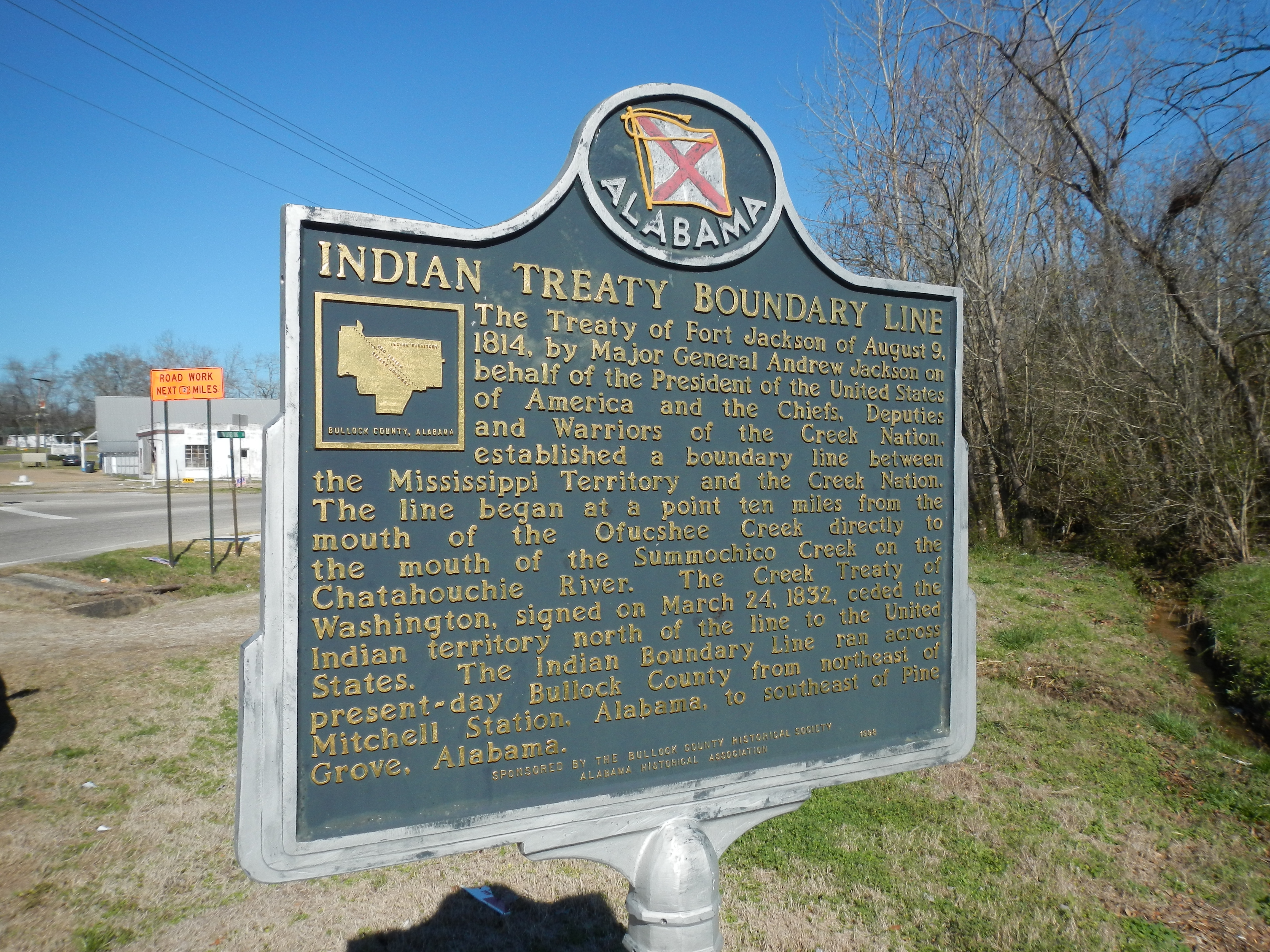
Marca històrica vora Union Springs al comtat de Bullock, Alabama mostra la línia fronterera del Territori Indi creada pel Tractat de Fort Jackson.

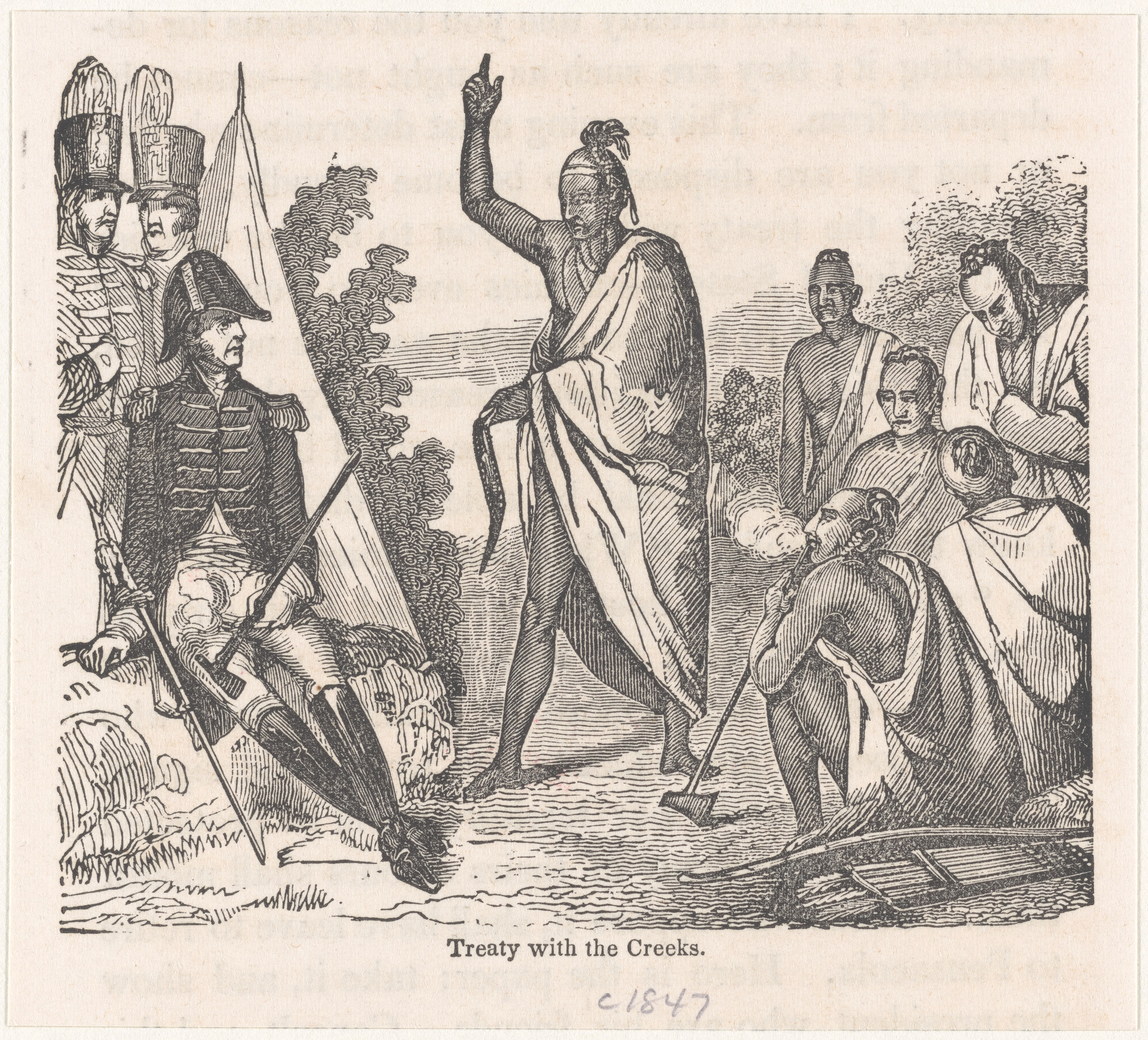
Tractat amb els Creeks, Fort Jackson, 1814

El Tractat del Fort Jackson (també conegut com el Tractat amb els creek, 1814) va ser signat el 9 d'agost de 1814 al Fort Jackson prop de Wetumpka (Alabama) després de la derrota dels Bastons Vermells (creek) per les forces dels Estats Units en la batalla de Horseshoe Bend (1814) als bancs del riu Tallapoosa prop d'actual la ciutat d'Alexander City (Alabama). La força nord-americana, conduïda pel general Andrew Jackson, consistia principalment en la 39è d'Infanteria dels Estats Units, Milícia de Tennessee Occidental i diversos grups de cherokees i Creeks aliats als nord-americans. Els alts creeks van ser liderats pel Cap Menawa, que va fugir amb centenars de supervivents a Florida.
La rendició va acabar la Guerra Creek, contra la qual els Estats Units lluitaven simultàniament amb la Guerra de 1812. Els termes del tractat van traspassar 23 milions d'acres (93,000 km²) de la terra Creek als estats d'Alabama i Geòrgia al govern dels Estats Units. Aquesta victòria va alliberar Jackson per seguir cap al sud a Louisiana per contraatacar les forces britàniques en la batalla de Nova Orleans.

## Signataris
- Andrew Jackson, Comandant general del Setè Districte Militar, [L. S.]
- Tustunnuggee Thlucco, Portaveu dels creeks superiors, firma x, [L. S.]
- Micco Aupoegau, de Toukaubatchee, firma x, [L. S.]
- Tustunnuggee Hopoiee, Portaveu dels creeks inferiors, firma x, [L. S.]
- Micco Achulee, de Coweta, firma x, [L. S.]
- William McIntosh, Jr., alcalde de Coweta, firma x, [L. S.]
- Tuskee Eneah, de Cusseta, firma x, [L. S.]
- Faue Emautla, de Cusseta, firma x, [L. S.]
- Toukaubatchee Tustunnuggee de Hitchetee, firma x, [L. S.]
- Noble Kinnard, de Hitchetee, firma x, [L. S.]
- Hopoiee Hutkee, de Souwagoolo, firma x, [L. S.]
- Hopoiee Hutkee, per Hopoie Yoholo, de Souwogoolo, firma x, [L. S.]
- Folappo Haujo, d'Eufaulau, en Chattohochee, firma x, [L. S.]
- Pachee Haujo, d'Apalachoocla, firma x, [L. S.]
- Timpoeechee Bernard, capità dels yuchis, firma x, [L. S.]
- Uchee Micco, firma x, [L. S.]
- Yoholo Micco, de Kialijee, firma x, [L. S.]
- Socoskee Emautla, de Kialijee, firma x, [L. S.]
- Choocchau Haujo, de Woccocoi, firma x, [L. S.]
- Esholoctee, de Nauchee, firma x, [L. S.]
- Yoholo Micco, de Tallapoosa Eufaulau, firma x, [L. S.]
- Stinthellis Haujo, d'Abecoochee, firma x, [L. S.]
- Ocfuskee Yoholo, de Toutacaugee, firma x, [L. S.]
- John O'Kelly, de Coosa, [L. S.]
- Eneah Thlucco, d'Immookfau, firma x, [L. S.]
- Espokokoke Haujo, de Wewoko, firma x, [L. S.]
- Eneah Thlucco Hopoiee, de Talesee, firma x, [L. S.]
- Efau Haujo, de Puccan Tallahassee, firma x, [L. S.]
- Talessee Fixico, d'Ocheobdeau, firma x, [L. S.]
- Nomatlee Emautla, o Capità Issacs, de Cousoudee, firma x, [L. S.]
- Tuskegee Emautla, o John Carr, de Tuskegee, firma x, [L. S.]
- Alexander Grayson, de Hillabee, firma x, [L. S.]
- Lowee, d'Ocmulgee, firma x, [L. S.]
- Nocoosee Emautla, de Chuskee Tallafau, firma x, [L. S.]
- William McIntosh, per Hopoiee Haujo, d'Ooseoochee, firma x, [L. S.]
- William McIntosh, per Chehahaw Tustunnuggee, de Chehahaw, firma x, [L. S.]
- William McIntosh, per Spokokee Tustunnuggee, d'Otellewhoyonnee, firma x, [L. S.]

Signat a Fort Jackson, en presència de--
- Charles Cassedy, Secretari interí,
- Benjamin Hawkins, agent indi,
- Return J. Meigs, nació A. C.,
- Robert Butler, Ajudant General de l'Exèrcit dels Estats Units
- J. C. Warren, agent assistent per a afers indis,
- George Mayfield, Alexander Curnels, George Lovett, intèrprets públics.